# 2014 aux États-Unis
Chronologie des États-Unis
- 2010
- 2011
- 2012
- 2013
- 2014
- 2015
- 2016
- 2017
- 2018

 2012 par pays en Amérique - 2013 par pays en Amérique - 2014 par pays en Amérique
2015 par pays en Amérique - 2016 par pays en Amérique 
Cette page concerne des événements qui se sont produits durant l'année 2014 du calendrier grégorien aux États-Unis.

## Gouvernement
- Président : Barack Obama (Démocrate)
- Vice-président : Joe Biden (Démocrate)
- Chief Justice : John Roberts Junior
- Président de la Chambre des représentants : John Boehner (R-Ohio)
- Chef des démocrates au Sénat : Harry Reid (D-Nevada)
- Secrétaire d'État : John Kerry

## Évènements

### Janvier
- 1er janvier :
  - Bill de Blasio devient maire de la ville de New York, succédant à Michael Bloomberg et la 109e personne à occuper ce poste.
  - De nombreuses dispositions de la Loi sur la protection des patients et des soins abordables, mieux connue comme Obamacare, entrent en vigueur.
- 2 janvier-14 janvier : Vague de froid en Amérique du Nord.
- 28 janvier : le président Barack Obama prononce un discours sur l'état de l'Union.

### Février
- 3 février : Janet Yellen succède Ben Bernanke comme présidente de la Réserve fédérale. C'est la première femme à occuper cette fonction.
- 7 février-23 février : Jeux olympiques d'hiver de Sotchi en Russie. Les États-Unis se classe à la 4e place avec 28 médailles dont 9 d'or, 7 d'argent et 12 de bronze.
- 24 février : l'administration Obama propose de réduire de façon significative le budget militaire et les effectifs de l'armée à un niveau jamais vu depuis les années précédant la Seconde Guerre mondiale[1].

l'armée de terre verrait ses effectifs passés de 570 000 à 445 00 hommes et les depenses réduites à 496 milliards d'euros.

### Mars
- 12 mars : effondrement d'un immeuble à New York à la suite d'une explosion de gaz tuant au moins huit personnes et en blessant plus de 70 autres.
- 22 mars : glissement de terrain à Ozo dans l'État de Washington faisant 43 morts.
- 31 mars : Obamacare : sept millions de personnes ont souscrit une assurance santé privée[2]

### Avril
- 1er avril : Mary Barra, PDG de General Motors est auditionnée une commission d'enquête du Congrès sur le scandale de la commercialisation de véhicules réputés dangereux ayant conduit aux décès accidentels d'au moins 13 personnes[3].
- 27 avril-30 avril : une série de tornades tue au moins 35 personnes dans le Midwest et le Sud des États-Unis.
- 28 avril : des nouvelles sanctions économiques de l'administration Obama contre la Russie entrent en vigueur, ciblant les entreprises et les individus proches du président russe Vladimir Poutine.
- 29 avril : l'exécution de Clayton Lockett dans l'Oklahoma relance les polémiques sur l'utilisation des produits létaux.

### Mai
- 8 mai : le Secrétaire aux anciens combattants Eric Shinseki comparait devant une Commission d'enquête du Congrès pour répondre aux dysfonctionnements de la couverture médicale des vétérans[4].
- 20 mai : la Pennsylvanie est le 19e État à légaliser le mariage homosexuel.
- 23 mai : Tuerie d'Isla Vista en Californie.
- 30 mai : Eric Shinseki Secrétaire aux Anciens Combattants démissionne de ses fonctions.
- 30 mai : Bowe Bergdahl, un soldat de l'armée américaine retenu captif en Afghanistan depuis 2009 par le réseau Haqqani proche des Talibans est libéré contre la libération de cinq détenus du Camp de Guantánamo

### Juin
- 6 juin : le président Barack Obama avec d'autres dirigeants du monde et des anciens combattants assistent à Colleville-sur-Mer à la célébration du 70e anniversaire du débarquement de Normandie.
- 10 juin : Eric Cantor, chef du parti républicain majoritaire au Congrès est battu Dave Brat à la primaire républicaine en vue des élections législatives de novembre 2014. Il démissionne de ses fonctions le 31 juillet.
- 14 juin : capture en Libye de Ahmed Abu Khattala, le leader présumé de l'attaque de Benghazi de 2012 ayant couté la vie à l'ambassadeur des États-Unis J. Christopher Stevens[5].
- 16 juin : série de tornades au Nebraska[6].
- 19 juin : le président Barack Obama renforce la présence de conseillers militaires en Irak[7]
- 25 juin : 
  - un arrêt de la Cour suprême décide que la police ne peut agir sans mandat pour perquisitionner un appareil téléphonique ou numérique.
  - John Boehner, le président républicain de la Chambre des représentants menace Obama de poursuite pour abus de décrets constitutifs. Obama qualifie ce procès de coup médiatique et justifie son activité par le blocage du Congrès[8],[9].
- 26 juin : La Cour suprême dans une décision unanime limite le pouvoir de nomination du Président en dehors des sessions du Sénat[10].

### Juillet
- 9 juillet : Ray Nagin, ancien maire de la Nouvelle-Orléans est condamné à dix ans de prison pour corruption, blanchiment d'argent et plusieurs autres charges[11].
- 16 juillet : le président Obama annonce de nouvelles sanctions ciblant les secteurs de la banque et de l'énergie de la Russie en réponse à l'implication continue de la Russie dans la crise en Ukraine et l'annexion de la Crimée.
- 28 juillet : Barack Obama accuse la Russie de violer le traité sur les forces nucléaires à portée intermédiaire, accord conclu entre les États-Unis et l'Union soviétique en 1987 en citant notamment des essais de missiles de croisière remontant à 2008, et promet des sanctions économiques encore plus sévères contre la Russie[12].

### Août
- 8 août : premières frappes aériennes des États-Unis en Irak contre l'État islamique. Obama déclare que ces frappes pourraient durer plusieurs mois, mais dément l'envoi de troupes au sol.
- 9 août : début de l'affaire Michael Brown abattu par un policier à Fergusson.
- 16 août : à la suite des émeutes consécutives à l'affaire, le gouverneur du Missouri déclare l'état d'urgence et instaure un couvre-feu[13].
- 19 août : une vidéo en ligne revendiquée par l'État islamique montre la décapitation en Syrie d'un otage américain James Foley.
- 24 août : un séisme de magnitude 6,0 frappe Napa en Californie. C'est le plus fort séisme dans la baie de San Francisco depuis celui de 1989[14].

### Septembre
- 1er septembre : suite de l'affaire Michael Brown - Les policiers de Ferguson sont équipés de caméras portables pour filmer leurs interventions[15].
- 2 septembre : une vidéo en ligne revendiquée par l'État islamique montre la décapitation du journaliste américano-israélien Steven Sotloff
- 5 septembre : au sommet de l'OTAN au Pays de Galles, le président Barack Obama fait appel à neuf alliés internationaux pour lutter en Irak et en Syrie contre l'État islamique.
- 18 septembre : en visite aux États-Unis, le président ukrainien Petro Porochenko demande de l'aide dans la lutte contre les séparatistes pro-russes dans l'est de l'Ukraine.
- 19 septembre : un vétéran de la guerre d'Irak aemé d'un couteau, Omar Gonzalez, arrive à pénétrer à l'intérieur de la Maison Blanche et à circuler au rez-de-chaussée avant d'être appréhendé par le service de sécurité[16].
- 30 septembre : le premier cas américain de la maladie à virus Ebola est diagnostiqué à Dallas[17]

### Octobre
- 1er octobre : Joseph Clancy est nommé à la tête des Services secrets en remplacement de Julia Pierson démissionnaire[18].
- 3 octobre : le Département du Travail des États-Unis annonce un taux de chômage de 5,9 % le plus bas depuis le début de la crise financière de 2008.
- 24 octobre : fusillade du lycée Marysville-Pilchuck dans l'État de Washington.
- 30 octobre : accident aérien à l'aéroport de Wichita (Kansas).

### Novembre
- 3 novembre : ouverture du One World Trade Center à New York.
- 4 novembre :
  - élections législatives et sénatoriales ;
  - élections des gouverneurs dans 36 États.
- 7 novembre : le Président Obama autorise l'envoi de 1 500 hommes de troupe en Irak[19]
- 8 novembre : le président choisit Loretta Lynch pour succéder à Eric Holder au poste de procureur général des États-Unis (si le Sénat confirme).
- 12 novembre : accord entre la Chine et les États-Unis pour réduire les émissions de dioxyde de carbone à horizon 2030[20].
- 18 novembre : importante tempête de neige dans l'État de New York amenant le gouverneur Andrew Cuomo à décréter l'état d'urgence.
- 20 novembre : annonce de Barack Obama d'inflexion de la politique d'immigration visant à accorder la citoyenneté à environ 11 millions d'immigrants illégaux[21]. Cette annonce rencontre l'opposition du parti Républicain.
- 24 novembre : démission de Chuck Hagel, secrétaire à la Défense.

### Décembre
- 5 décembre : Ashton Carter est nommé secrétaire à la Défense.
- 9 décembre : le rapport de la commission du renseignement du Sénat sur la torture de la CIA est rendu public.
- 17 décembre : Cuba et les États-Unis annoncent conjointement la reprise de leurs relations diplomatiques, impliquant un assouplissement de l'embargo des États-Unis contre Cuba[22].
- 28 décembre : les États-Unis et le Royaume-Uni retirent officiellement leurs troupes d'Afghanistan, marquant la fin de leur participation de 13 ans dans la guerre civile afghane.

## Naissance en 2014
- Mercredi 20 février : Leonore de Suède, fille de la princesse Madeleine de Suède et son mari Christopher O'Neill.

## Décès en 2014

### Janvier
- Mercredi 1er janvier - 
  - Pete DeCoursey (en), 52 ans, journaliste. (° 1er septembre 1961)
  - Juanita Moore, 99 ans, actrice. (° 19 octobre 1914)
- Dimanche 5 janvier : Jerry Coleman (en), 89 ans, joueur de baseball, gestionnaire, animateur, et pilote de marine. (° 14 septembre 1924)
- Vendredi 10 janvier : Sam Berns, 17 ans, victime notable de la progéria (malformation congénitale rare). (° 23 octobre 1996)
- Jeudi 16 janvier : Ruth Duccini (en), 95 ans, actrice et dernière survivante d'un personnage dans le film Le Magicien d'Oz. (° 23 juillet 1918)

### Février
- Dimanche 2 février : Philip Seymour Hoffman, 46 ans, acteur et réalisateur. (° 23 juillet 1967).
- Lundi 3 février : Richard Bull, 89 ans, acteur. (° 26 juin 1924)
- Jeudi 6 février : Ralph Kiner, 91 ans, joueur de baseball et animateur. (° 27 octobre 1922)
- Lundi 10 février : Shirley Temple, 85 ans, actrice et diplomate. (° 23 avril 1928).
- Dimanche 16 février : Arbre d'Eisenhower (en), 100 ou 125 ans, pin à encens (Augusta National Golf Club). (° 1914 ou 1889)

### Avril
- Dimanche 6 avril : Mickey Rooney, 93 ans, acteur et chanteur (° 23 septembre 1920).
- Dimanche 20 avril : Rubin Carter, 76 ans, boxeur (° 6 mai 1937).
- Vendredi 25 avril : Connor Michalek, 8 ans, fan de la World Wrestling Entertainment (WWE) (° 2005)

### Mai
- Vendredi 2 mai : Efrem Zimbalist II, 95 ans, acteur (° 30 novembre 1918).

### Juin
- Dimanche 15 juin : Casey Kasem, 82 ans, disc jockey et producteur (° 27 avril 1932).
- Lundi 16 juin : Tony Gwynn, 54 ans, joueur de baseball (° 9 mai 1960).
- Lundi 30 juin : Bob Hastings, 89 ans, acteur (° 18 avril 1925).

### Juillet
- Samedi 5 juillet : Rosemary Murphy, 89 ans, actrice (° 13 janvier 1927).
- Lundi 7 juillet : Dickie Jones, 87 ans, acteur (° 25 février 1927).
- Jeudi 17 juillet : Elaine Stritch, 89 ans, actrice et chanteuse (° 2 février 1925).
- Samedi 19 juillet :
  - Skye McCole Bartusiak, 21 ans, actrice (° 28 septembre 1992).
  - James Garner, 86 ans, acteur (° 7 avril 1928).

### Août
- Lundi 4 août : James Brady, 73 ans, ancien conseiller du président des États-Unis et ancien porte-parole de la Maison-Blanche sous la présidence de Ronald Reagan (° 29 août 1940).
- Lundi 11 août : Robin Williams, 63 ans, acteur (° 21 juillet 1951).
- Mardi 12 août : Lauren Bacall, 89 ans, actrice (° 16 septembre 1924).